# Roberto Barbon
Roberto Barbon (7 de julio de 1938) es un astrónomo italiano, descubridor del cometa no periódico C/1966 P2 Barbon. 

## Semblanza
Barbon trabajó en el Observatorio Astrofísico de Asiago, gestionado por la Universidad de Padua, donde fue profesor ordinario en el departamento de astronomía. Se ocupó especialmente del estudio de las supernovas y de cúmulos abiertos.
Es miembro de la Unión Astronómica Internacional (UAI), dedicado especialmente a los trabajos de la división VIII, comisión 28, Galaxias. 

## Logros
Descubrió el cometa no periódico C/1966 P2 Barbon.